# فرودگاه باکچری
فرودگاه باکچری (به انگلیسی: Bacacheri Airport) (به زبان بومی: Aeroporto de Bacacheri) یک فرودگاه همگانی مسافربری با کد یاتا BFH است که یک باند فرود آسفالت دارد و طول باند آن ۱۳۹۰ متر است. این فرودگاه در کشور برزیل قرار دارد و در ارتفاع ۹۳۲ متری از سطح دریا واقع شده‌است.